# Slovenia all'Eurovision Young Musicians
La Slovenia ha debuttato come stato indipendente all'Eurovision Young Musicians 1994, svoltosi a Varsavia, in Polonia, ottenendo la sua prima, e fino ad ora unica, vittoria nel 2010.

## Partecipazioni
- Primo posto
- Secondo posto
- Terzo posto

| Anno                                    | Artista             | Strumento           | Canzone | Posizione           | Posizione           |                     |
| Anno                                    | Artista             | Strumento           | Canzone | Finale              | Semifinale          |                     |
| --------------------------------------- | ------------------- | ------------------- | --- | ------------------- | ------------------- | ------------------- |
| 1994                                    | Mate Bekavac        | Clarinetto          | 1) Solo de concours, Op. 10, di Henri Rabaud | Non qualificata     | Non qualificata     |                     |
| 1996                                    | Gal Faganel         | Violoncello         | N.A. | Non qualificata     | Non qualificata     |                     |
| 1998                                    | Borut Zagoranski    | Fisarmonica         | 1) Concierto para bandoneon presto, di Astor Piazzolla | F                   | N.A.                |                     |
| 2000                                    | Kristijan Kranjčan  | Violoncello         | N.A. | Non qualificata     | Non qualificata     |                     |
| 2002                                    | Karmen Pecar        | Violoncello         | 1) Cello Concerto, di Dmitrij Šostakovič | 3º                  | N.A.                |                     |
| 2004                                    | Marina Golja        | Marimba             | N.A. | Non qualificata     | Non qualificata     |                     |
| 2006                                    | Luka Šulič          | Violoncello         | N.A. | Non qualificata     | Non qualificata     |                     |
| 2008                                    | Jan Gricar          | Sassofono           | 1) Fantasie sur un theme original, di Jules Demersseman 2) Aria e Improvvisazione, di Blaž Pucihar 3) Pequeña Czarda, di Pedro Iturralde (Serata finale) | F                   | N.A.                |                     |
| 2010                                    | Eva-Nina Kozmus     | Flauto              | 1) Concerto per Flauto, Terzo mov., Allegro scherzando, di Jacques Ibert | 1º                  | N.A.                |                     |
| 2012                                    | Blaž Šparovec       | Clarinetto          | 1) Premiere Rhapsodie, di Claude Debussy 2) Clair 1, di Franco Donatoni | Non qualificata     | Non qualificata     |                     |
| 2014                                    | Urban Stanič        | Pianoforte          | 1) Sonata/Capriccio K20, E Maggiore, di Domenico Scarlatti 2) Paraphrase de concert S. 434, di Franz Liszt 3) Suggestion diabolique, op. 4, di Sergej Prokof'ev 4) Grande polonaise brillante, op. 22, mi bemolle Maggiore, di Fryderyk Chopin (Serata finale) | 2º                  | Niente semifinali   |                     |
| 2016                                    | Zala Vidic          | Violoncello         | 1) Variazioni rococò, VI: Andante, VII e coda: Allegro Vivo, di Pëtr Il'ič Čajkovskij | F                   | Niente semifinali   |                     |
| 2018                                    | Nikola Pajanović    | Violino             | 1) Tambourin Chinois, di Fritz Kreisler 2) Capriccio, n. 7, di Niccolò Paganini 3) Sonata per Violino solo, n. 3, in re minore, di Eugène Ysaÿe 4) Concerto per Violino, Terzo movimento, di Pëtr Il'ič Čajkovskij (Serata finale)                             | 2º                  | N.A.                |                     |
| 2020                                    | Edizione cancellata | Edizione cancellata | Edizione cancellata | Edizione cancellata | Edizione cancellata | Edizione cancellata |
| Nessuna partecipazione dal 2022 al 2024 |                     |                     | |                     |                     |                     |